# Фостер (округ, Північна Дакота)
Шаблон:StateAbbr_ 47°28′ пн. ш. 98°53′ зх. д. / 47.46° пн. ш. 98.89° зх. д.
Округ Фостер (англ. Foster County) — округ (графство) у штаті Північна Дакота, США. Ідентифікатор округу 38031.

## Історія
Округ утворений 1873 року.

## Демографія
За даними перепису 
2000 року 
загальне населення округу становило 3759 осіб, усе сільське.
Серед мешканців округу чоловіків було 1868, а жінок — 1891. В окрузі було 1540 домогосподарств, 1032 родин, які мешкали в 1793 будинках.
Середній розмір родини становив 2,99.
Віковий розподіл населення поданий у таблиці:
| Стать    | До 15 років | 15-21 | 22-29 | 30-39 | 40-49 | 50-65 | 65-85 | Понад 85 |
| -------- | ----------- | ----- | ----- | ----- | ----- | ----- | ----- | -------- |
| Чоловіки | 414         | 161   | 137   | 240   | 298   | 269   | 318   | 31       |
| Жінки    | 378         | 152   | 121   | 248   | 249   | 289   | 370   | 84       |

## Суміжні округи
- Едді — північ
- Гріггс — схід
- Статсмен — південь
- Веллс — захід

## Виноски
1. ↑  US Decennial Census. US Census Bureau. Архів оригіналу за 26 квітня 2015. Процитовано 28 січня 2015.
2. ↑  Historical Census Browser. University of Virginia Library. Архів оригіналу за 16 серпня 2012. Процитовано 28 січня 2015.
3. ↑  Forstall, Richard L., ред. (27 березня 1995). Population of Counties by Decennial Census: 1900 to 1990. US Census Bureau. Архів оригіналу за 5 березня 2015. Процитовано 28 січня 2015.
4. ↑  Census 2000 PHC-T-4. Ranking Tables for Counties: 1990 and 2000 (PDF). US Census Bureau. 2 квітня 2001. Архів оригіналу (PDF) за 18 грудня 2014. Процитовано 28 січня 2015.
5. ↑  State & County QuickFacts. Бюро перепису населення США. Архів оригіналу за 7 червня 2011. Процитовано 31 жовтня 2013. [Архівовано 2011-06-07 у Wayback Machine.](англ.) Наведено за англійською вікіпедією.
6. ↑  American FactFinder. Бюро перепису населення США. Архів оригіналу за 26 лютого 2012. Процитовано 31 січня 2008. [Архівовано 2008-05-21 у Wayback Machine.]

| США | Це незавершена стаття з географії США. Ви можете допомогти проєкту, виправивши або дописавши її. |